# Hell (album Venom)
Hell – dwunasty album studyjny brytyjskiej formacji Venom. Został wydany przez wytwórnię Universal. W porównaniu ze składem, który nagrał Metal Black nastąpiła jedna zmiana, gitarzystę Mykvsa zastąpił Rage.

## Lista utworów
1. „Straight To Hell” – 4:28
2. „The Power & The Glory” – 5:12
3. „Hand Of God” – 4:35
4. „Fall From Grace” – 3:29
5. „Hell” – 5:08
6. „Evil Perfection” – 3:36
7. „Stab You In The Back” – 4:33
8. „Armageddon” – 3:28
9. „Kill The Music” – 3:15
10. „Evilution Devilution” – 4:29
11. „Blood Sky” – 5:13
12. „USA For Satan” – 4:51
13. „Dirge / Awakening” – 3:30

Wersja digipack zawiera też dwa bonusowe nagrania koncertowe nagrane w 2007 roku w Skandynawii: „Burn In Hell” i „In League With Satan”.

## Twórcy
- Cronos – bas, wokal
- Rage – gitara elektryczna
- Anthony „Antton” Lant – perkusja